# Audea fatilega
Audea fatilega är en fjärilsart som beskrevs av Felder 1874. Audea fatilega ingår i släktet Audea och familjen nattflyn. Inga underarter finns listade i Catalogue of Life.